# فتنه سوم
فتنه سوم (عربی: الفتنة الثالثة) مجموعه‌ای از جنگ‌ها و قیام‌های داخلی علیه خلافت اموی بود که با شورش علیه خلیفه، ولید دوم، در سال ۷۴۴ آغاز و تا سال ۷۴۷ که مروان دوم، پیروز شد، ادامه یافت. جنگ، تنش‌های داخلی، به‌ویژه رقابت قیس و یمن را تشدید و فروپاشی موقت قدرت امویان، راه را برای خوارج و دیگر شورش‌های ضد اموی، باز کرد. آخرین و موفق‌ترین آنها، انقلاب عباسیان بود که در خراسان، در سال ۷۴۷، آغاز و با سرنگونی خلافت اموی و تأسیس خلافت عباسی در سال ۷۵۰، پایان یافت.